# Files do Google
Files do Google (Arquivos do Google, em tradução livre), anteriormente Files Go, é o gerenciador de arquivos lançado pelo Google em 5 de dezembro de 2017. Atualmente se encontra disponível para a plataforma Android.